# Zickzack-Muster

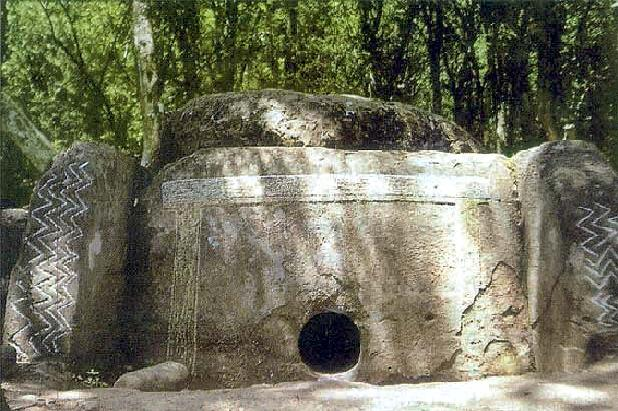
Dolmen im Kaukasus (um 3000 v. Chr.)

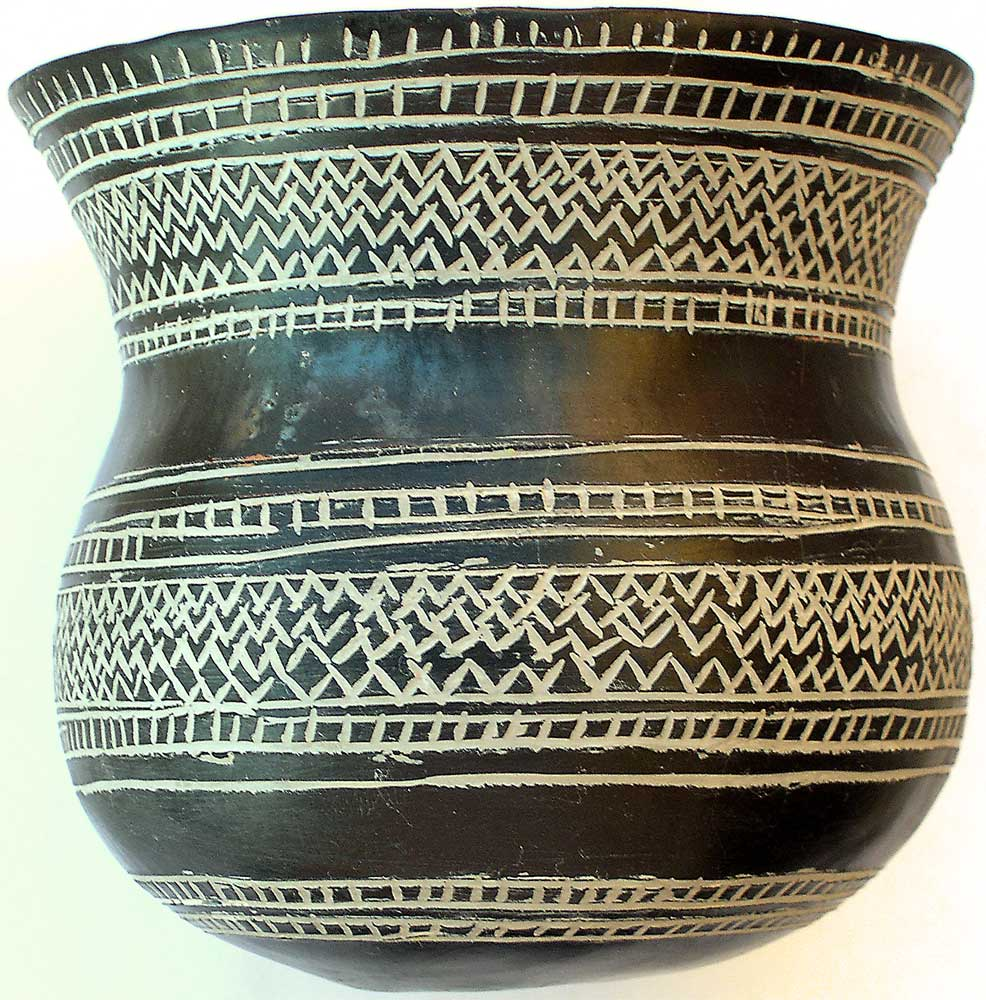
Vase der Glockenbecherkultur (um 2000 v. Chr.), Spanien

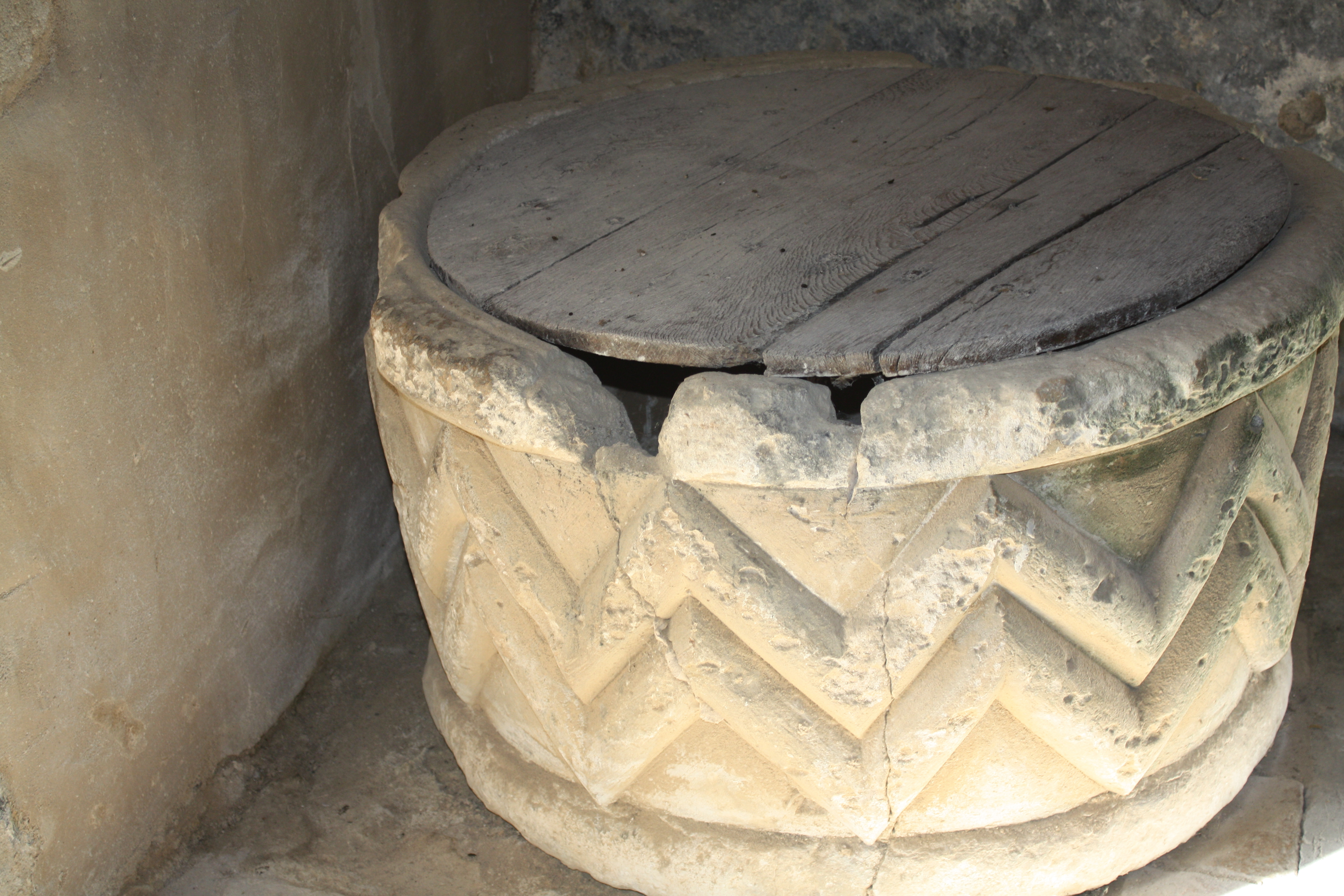
Taufbecken der Église Saint-Eutrope in Sainte-Colombe, Charente-Maritime, Frankreich (um 1150)

Als Zickzack-Muster (französisch chevron) bezeichnet die Ornamentik ein Muster in Zickzack-Form, also aus kurzen geraden Strecken, die in immer gleichen Winkeln aneinandergereiht sind. Ein Zickzack-Muster wird durch wiederholte Spiegelung einer Strecke konstruiert; es entsteht auch bei Flecht- und Webarbeiten und gehört zu den ältesten bekannten Ziermustern der Menschheitsgeschichte (z. B. der Megalith- und der Glockenbecherkultur).

## Architektur-Beispiele
Während Zickzack-Muster in der antiken Architektur kaum vorkommen (Ausnahme Fischgrätmuster), bilden sie ein beliebtes Motiv in der anglo-normannischen (z. B. an den Portalen des Southwell Minsters oder im Bauschmuck der Galilee Chapel der Kathedrale von Durham, England) oder der späteren islamischen Kunst (z. B. Minarette des Jahangir-Mausoleums in Lahore, Pakistan).

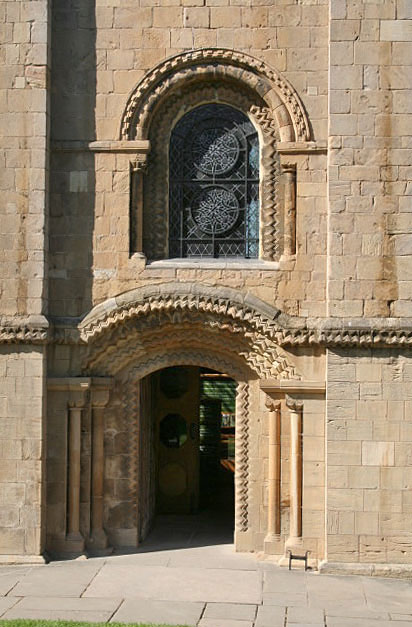
Anglo-normannisches Südportal des Southwell Minster (um 1130)
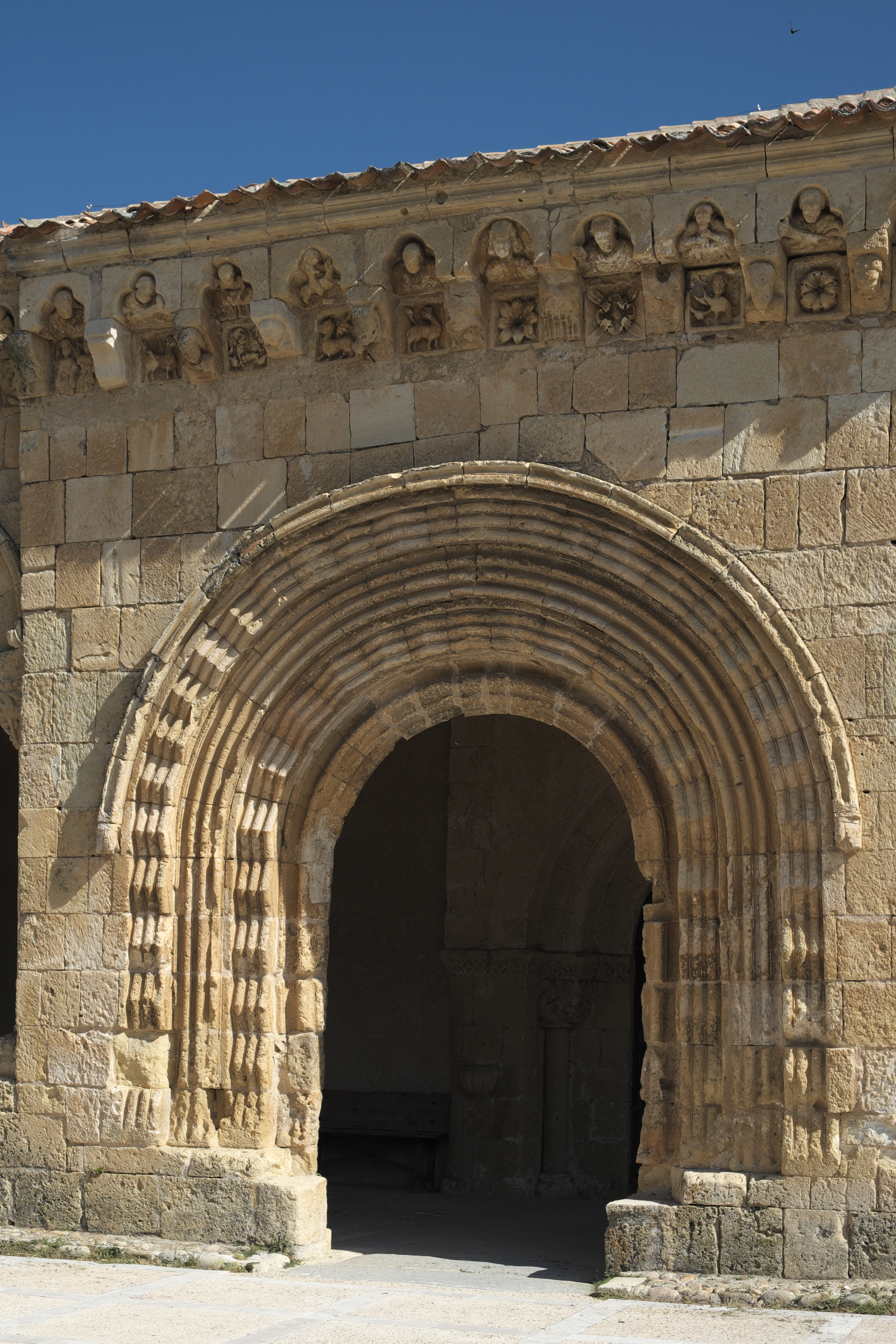
Portal der romanischen Kirche von Sotosalbos, Provinz Segovia (um 1140)
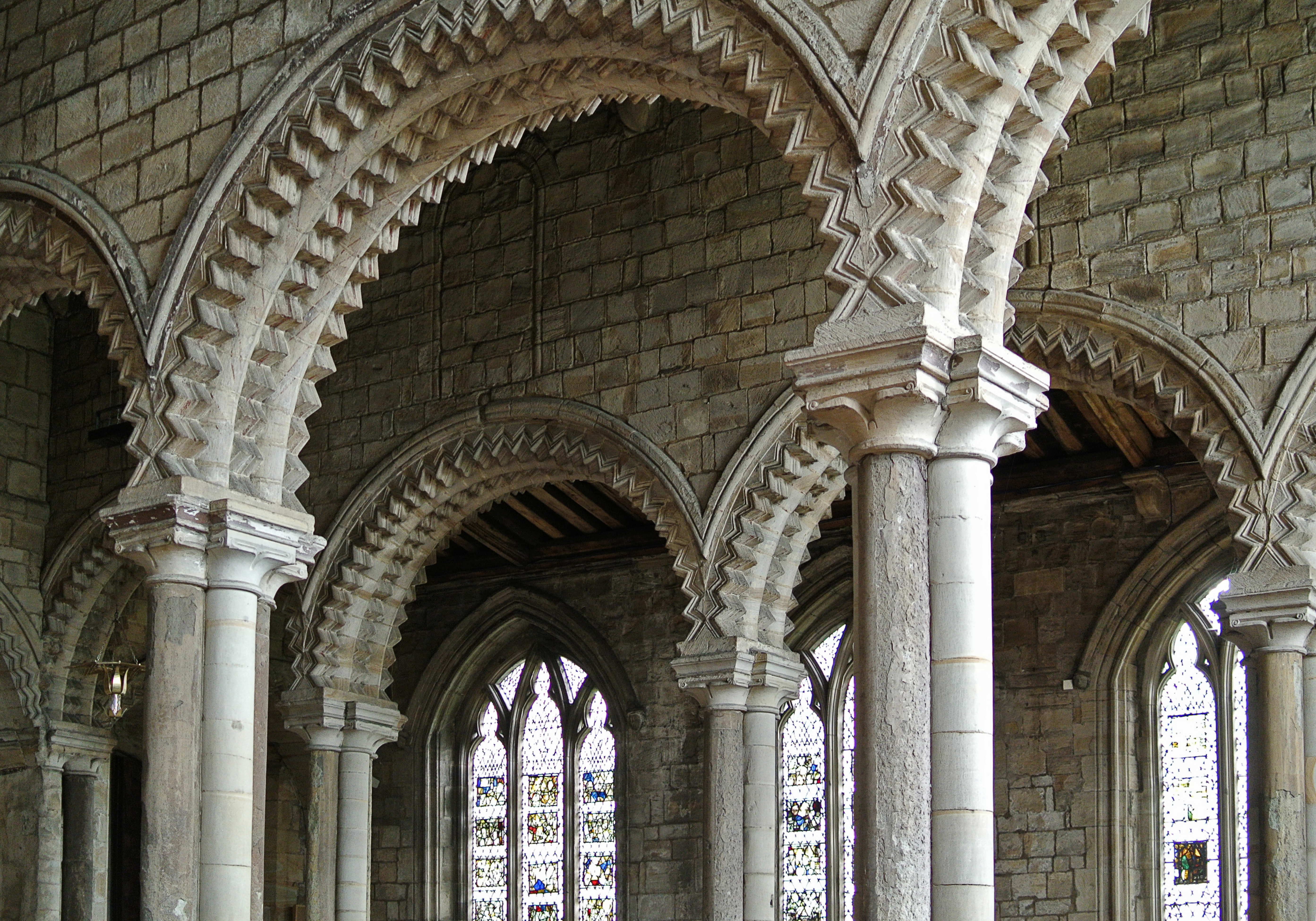
Galiläa-Kapelle der Kathedrale von Durham (um 1180)
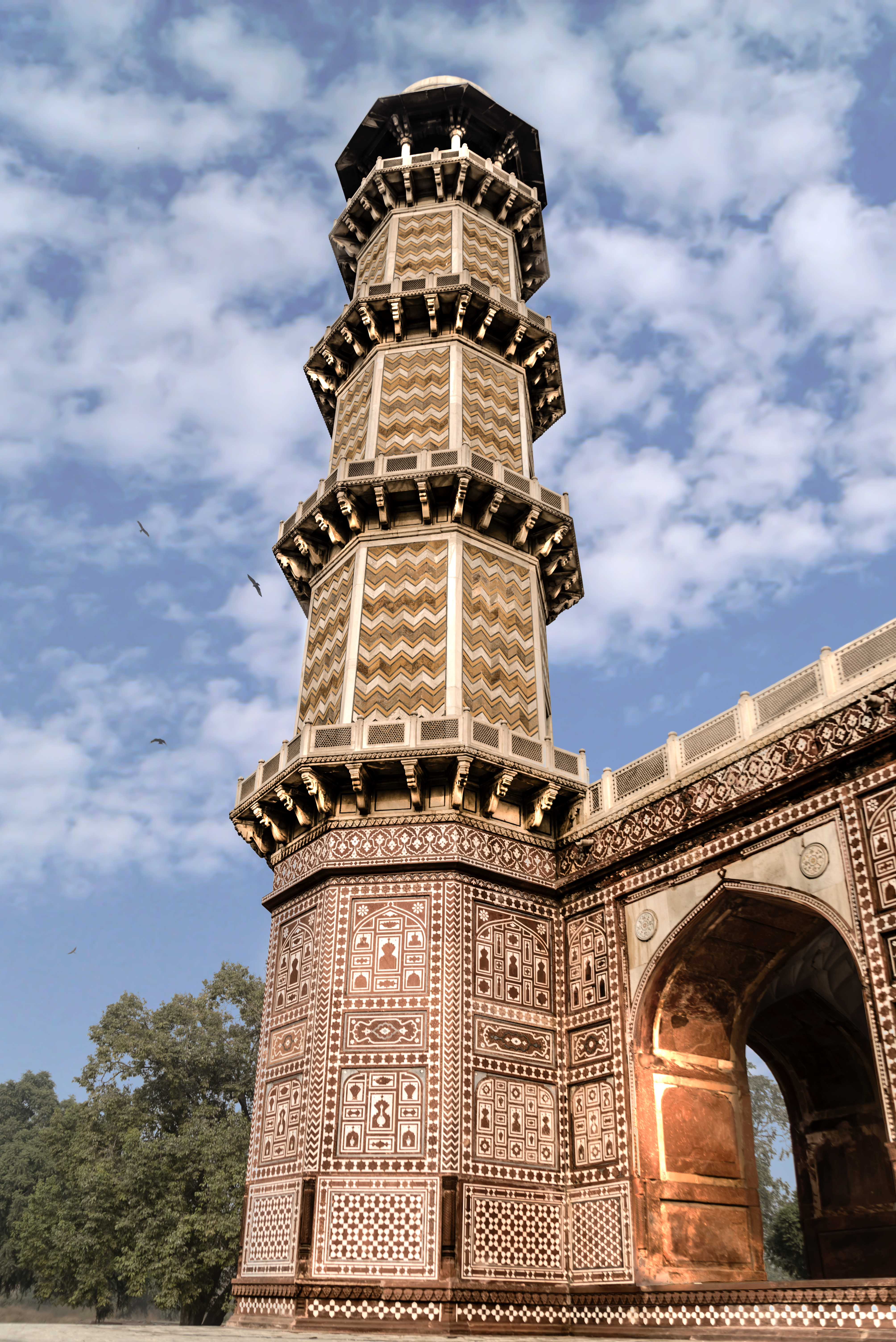
Minarett des Jahangir-Mausoleums, Lahore, Pakistan (um 1630)

Zickzack-Muster sind ein Grundelement vieler Ornamente und Verzierungen, zum Beispiel von Porzellan und Keramik.